# Neustädter Rathaus (Dresda)
Neustädter Rathaus (Municipio della Neustadt) è il nome dato a diversi edifici costruiti uno dopo l'altro nel quartiere Neustadt all'interno della città di Dresda.

## Primi edifici

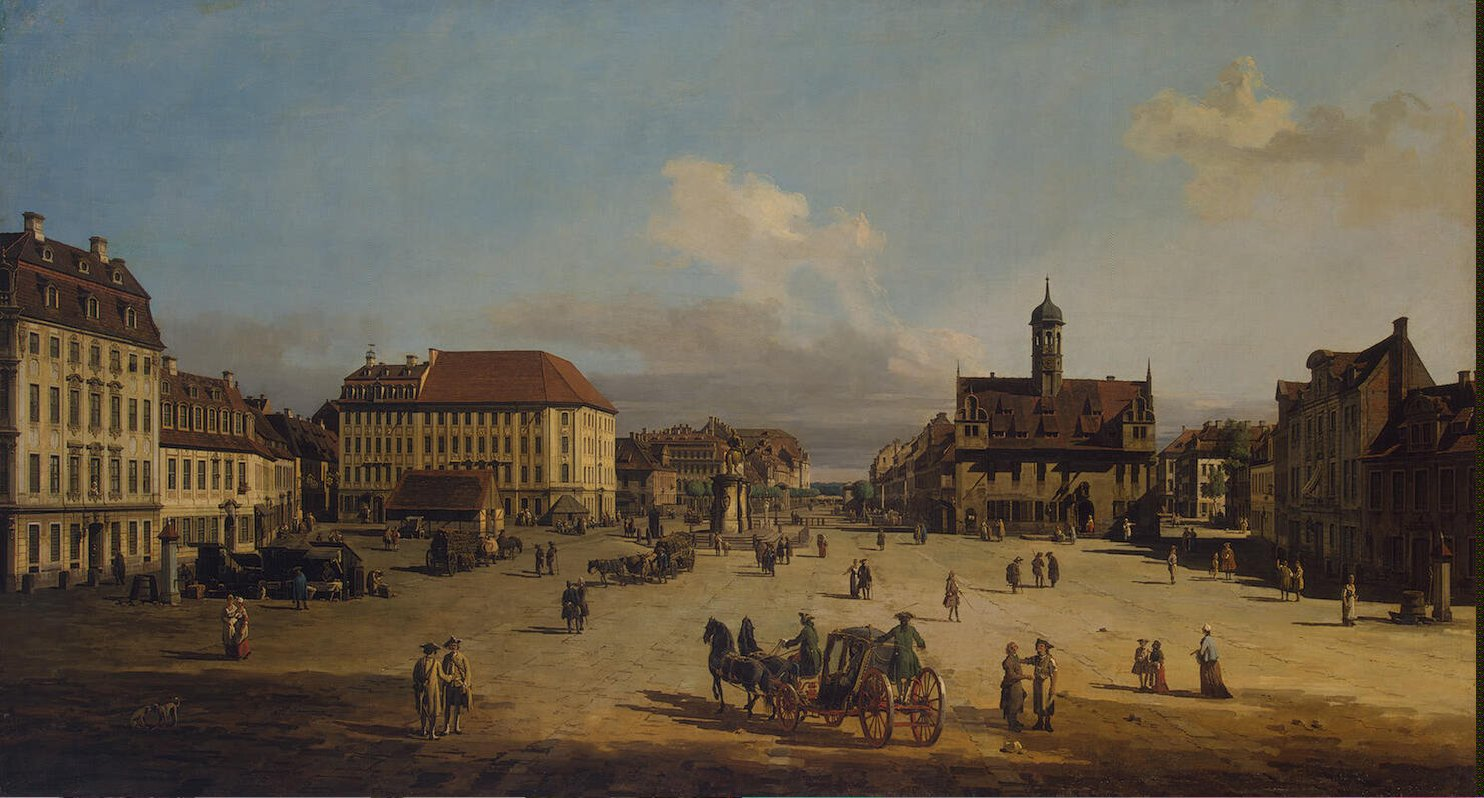
Bernardo Bellotto (Canaletto), Dresda, Neustadt, piazza del mercato con il municipio

Il primo municipio nell'allora indipendente città di Altendresden fu menzionato per la prima volta nel 1455. Dal 1527 al 1528 fu ricostruito su progetto di Melchior Trost. Era indipendente sulla Neustädter Markt tra la strada principale e Kasernenstraße. 
L'edificio era alto due piani. Aveva timpani rinascimentali e un tetto alto sui fronti laterali. Sopra c'era un campanile con cupola a cipolla. Il grande Ratsstube era al primo piano e il Ratskeller nel seminterrato. Qui era possibile servire birra e vino. 
Sul retro del municipio c'erano panifici e macelleria dove fornai e macellai vendevano le loro merci. 
Dopo la fusione di Altendresden con la vicina Dresda, nel 1549, il municipio fu utilizzato come corte di giustizia. Fu restaurato nel 1677 e sopravvisse al grande incendio della città, nel 1685, senza subire danni. Alla fine degli anni '70 del XIX secolo, tuttavia, l'edificio fu demolito poiché era stato costruito un nuovo municipio a seguito dell'espansione della Neustadt di Dresda.

## Secondo edificio del municipio

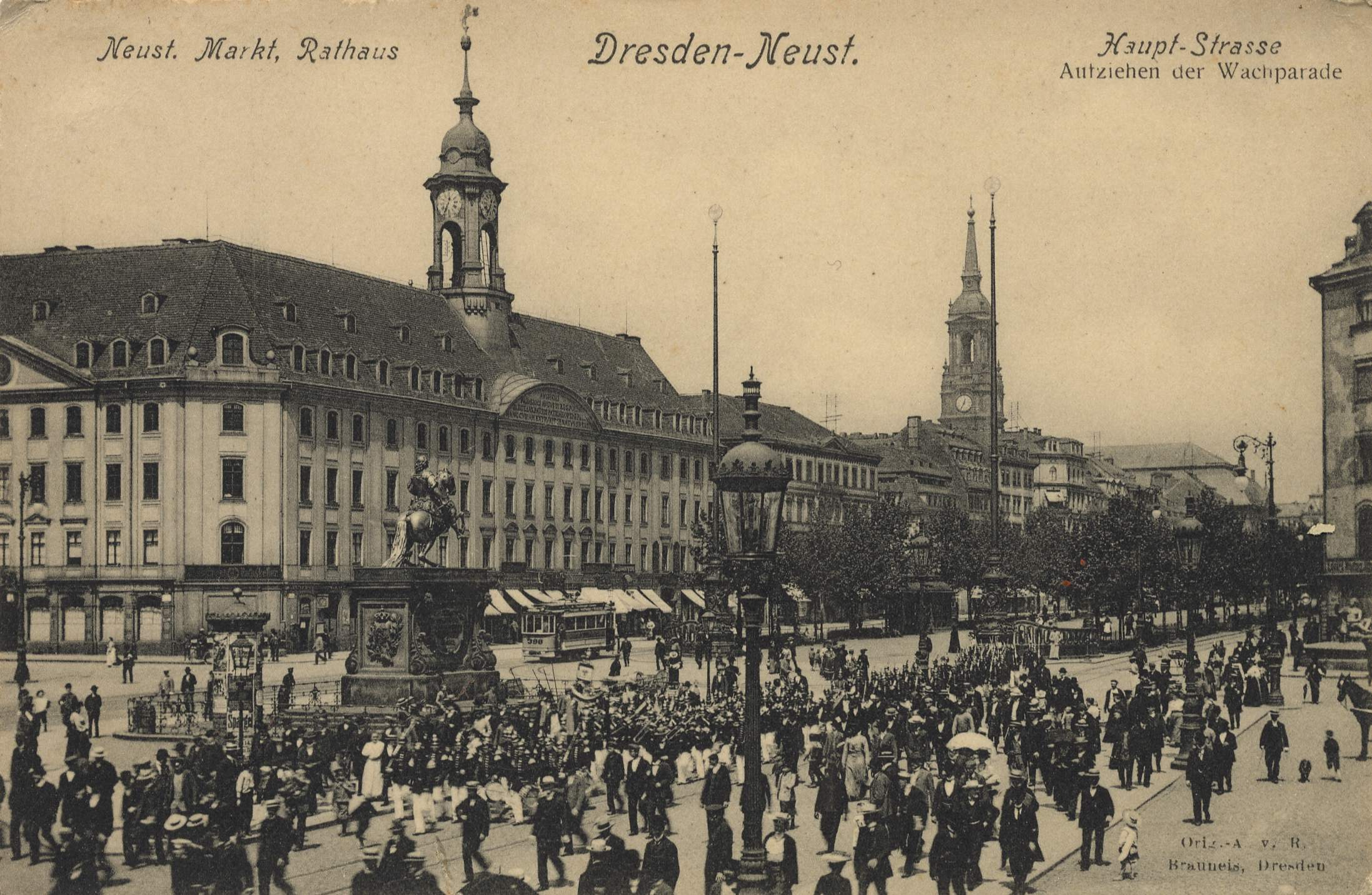
Neustädter Markt, che sfocia nella via principale con il Neustädter Rathaus, intorno al 1900.

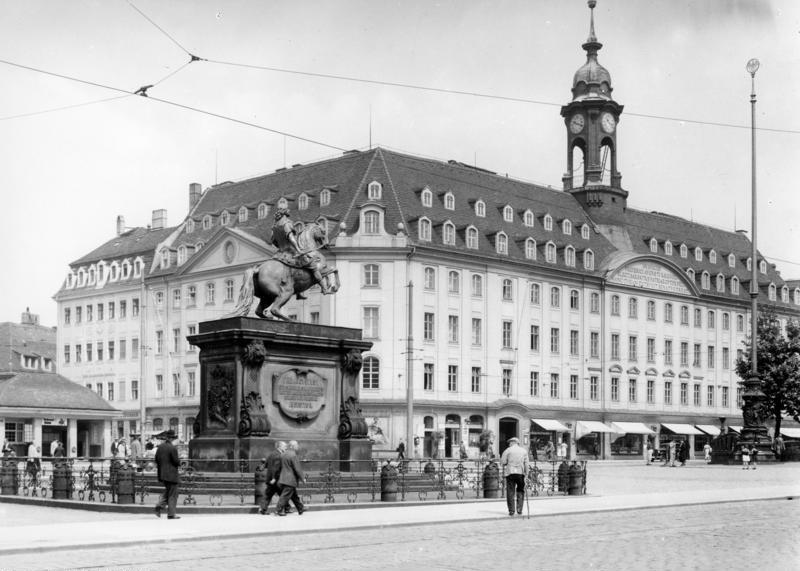
Il municipio nel 1930; in primo piano il cavaliere d'oro

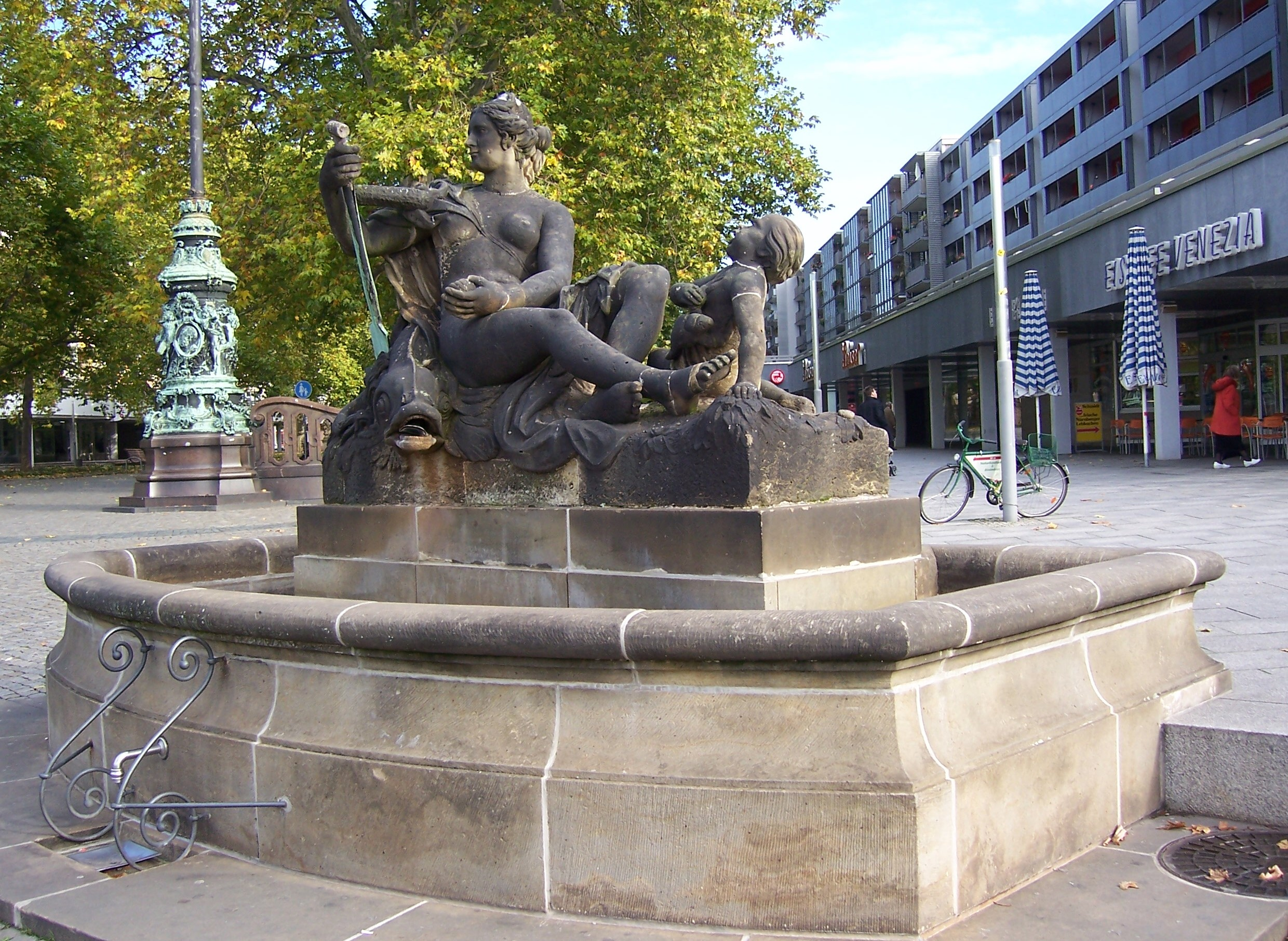
Fontana della ninfa

Il nuovo municipio fu costruito sul sito del birrificio che era stato distrutto dall'incendio della città nel 1685. La pianificazione per la costruzione iniziò nel 1732. Il muratore del consiglio Johann Christoph Berger (1708–1760) e il maestro muratore George Friedrich Winckler (1704–1762) costruirono il nuovo municipio tra il 1750 e il 1754. Il progetto era di Johann Gottfried Fehre, poi rivisto da Johann Christoph Knöffel. 
Il semplice edificio del municipio era alto quattro piani e diviso da strisce di pilastri. Nove finestre davano sul Neustädter Markt e 21 sulla strada principale. La terza ala era su Rathausgässchen. L'angolo che dava sul Neustädter Markt era inclinato. Una delle due fontane della ninfa era di Johann Benjamin Thomae. Copie della fontana sono ora all'ingresso della strada principale. 
Nel municipio di Neustadt erano ospitate botteghe artigianali, per sarti e commercianti di tessuti. Il Ratskeller e i negozi del pane e della carne erano alloggiati nel seminterrato. Questi furono convertiti in negozi tra il 1868 e il 1870. Anche il banco dei pegni comunale era situato nel municipio. 
Nel febbraio del 1945, durante le incursioni aeree su Dresda, il municipio andò a fuoco e le rovine vennero demolite nel 1950. 
Dopo la ricostruzione della strada principale, venne aperto il ristorante "Meißner Weinkeller" nella cantina dell'edificio.

## Sforzi di ricostruzione
Nel frattempo, a Dresda era sorta un'iniziativa dei cittadini per ricostruire il municipio. L'edificio doveva essere ricostruito fedele all'originale, ma al suo interno avrebbe dovuto avere delle stanze moderne. A tal fine, si andò alla ricerca di un investitore che coprisse i costi di costruzione, anche se i progetti erano ancora in fase di elaborazione.